# Kawiarnia Sztuka
Kawiarnia „Sztuka” – kawiarnia działająca w getcie warszawskim, znajdująca się przy ulicy Leszno 2.

## Opis
Kawiarnia mieściła się w narożnej kamienicy Karola Martina przy ulicy Leszno 2 róg ulicy Przejazd. W okresie międzywojennym w budynku mieściły się sklepy, restauracja, kawiarnie i kino podwórkowe Era. 
„Sztuka” miała 10 właścicieli (m.in. Beniamina Zabłudowskiego, przewodniczącego Referatu Personalnego Rady Żydowskiej). Lokal składał się z baru i sali koncertowej.
W kawiarni w latach 1941–1942 występowała Wiera Gran. Dzięki niej zostali zaangażowani m.in. zdolna kompozytorka i autorka śpiewająca Pola Braun, Diana Blumenfeld, Leonid Fokszański, słowik getta Marysia Ajzensztadt, Inka Pruszycka, pianiści Adolf Goldfeder i Władysław Szpilman, Wacław Teitelbaum, Władysław Szlengel i Andrzej Włast. W Sztuce Wiera Gran wykonywała Jej pierwszy bal, utwór skomponowany przez Władysława Szpilmana ze słowami Władysława Szlengla na motywach walca To dawny mój znajomy z opery Ludomira Różyckiego Casanova.  W książce Proca Dawida. Kabaret w przedsionku piekieł wspomniano: Każde wykonanie piosenki „Jej pierwszy bal” w „Sztuce” wprowadzało publiczność w trans: brawa, łzy, domaganie się bisów.
W Sztuce odbywał się program literacko-artystyczny Żywy dziennik. Został utworzony dzięki staraniom m.in. Poli Braun, Diany Blumenfeld, Władysława Szlengla i Wiery Gran. Do dziennika pisał m.in. Jerzy Ryba, Władysław Szlengel, Leonid Fokszański i inni. Józef Lipski deklamował własne utwory, mówiące o losie mieszkańców getta, utwory satyryczne. O Żywym dzienniku istniała satyryczna piosenka prawdopodobnie autorstwa Wacława Teitelbauma (znanego jako mecenas „Wacuś”) z tego okresu (Niektóre źródła podają jako autora tekstu piosenki Władysława Szlengla).
Kamienica Martina została zniszczona w 1944 roku. Wypalone mury przetrwały do 1946 roku, kiedy to zburzono je w związku z realizacją budowy trasy W-Z. Obecnie w tym miejscu znajduje się zachodnia jezdnia ulicy Andersa.